# Andrychów
Andrychów (německy Andrichau) je město v jižním Polsku v Malopolském vojvodství v okrese Wadowice. Leží na řece Wieprzówka pod úpatí Pańské Góry. V roce 2024 zde žilo 18 311 obyvatel.

## Historie
Poprvé je Andrychów zmiňován v roce 1344 v souvislosti s vybíráním svatopetrského haléře pod názvem Henrichov. Za vlády Zygmunta Augusta se Andrychów stal správním centrem oblasti. Obec patřila rodině Schillingů, kteří podporovali protestantskou reformaci . V roce 1655, během švédské invaze do Polska, byl Andrychów vypálen švédskými jednotkami mířícími na Żywiec. V 17. století zde byl postaven zámek a v roce 1721 barokní kostel svatého Matěje. Vesnice se začala rozvíjet v době, kdy byl jejím majitelem Franciszek Czerny-Szwarzenberg, který zde podporoval tkalcovství. V roce 1767 byl Andrychów povýšen na město.
Roku 1868 získal Andrychów první železniční spojení. V roce 1884 vznikla místní synagoga pro potřeby židovské komunity ve městě. 20. června 1893 však vyhořela velká část města při požáru.
Ve druhé polské republice patřil Andrychów do Krakovského vojvodství. V roce 1926 bylo město elektrifikováno a v letech 1934–1939 bylo realizováno několik veřejných staveb, včetně kanalizace, zlepšeného silničního systému, koupaliště a městského stadionu. První čerpací stanice byla otevřena v roce 1929 a od roku 1926 mělo město pravidelné autobusové spojení s Krakovem a Bielsko-Białou.

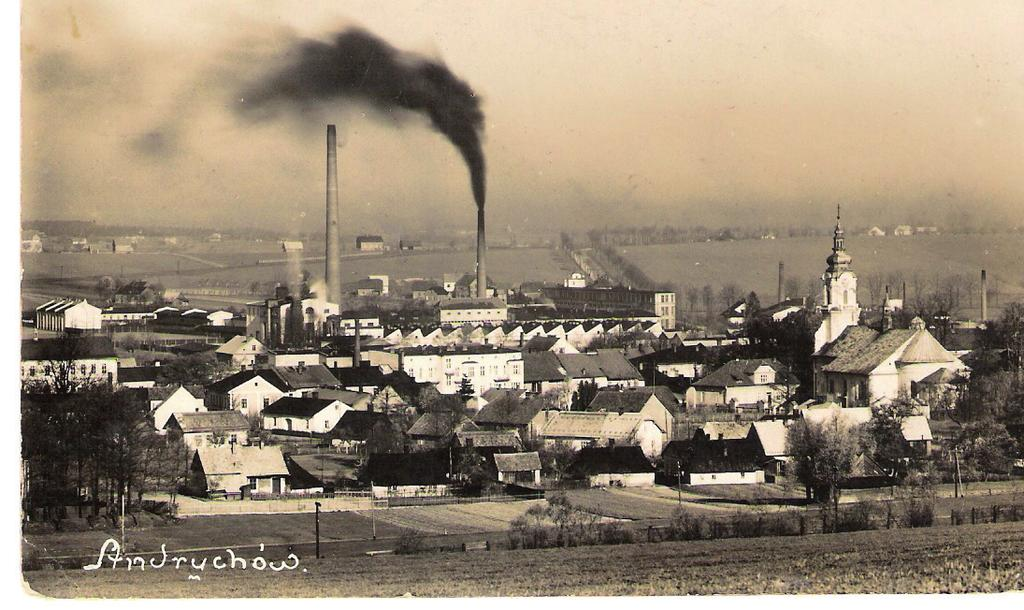
Pohlednice z 20. století

4. září 1939 byl Andrychów zabrán Wehrmachtem na začátku druhé světové války. Město bylo začleněno přímo do území Třetí říše a 24. listopadu 1939 Němci vypálili místní synagogu. Němci též odváděli Židy na nucené práce a bili a mučili členy židovské komunity. V září 1941 Němci zřídili v chudé části města židovské ghetto, přičemž odsunutí Poláci převzali židovské domy. Židovská komunita pokračovala v bohoslužbách, organizovala tajné školy pro své děti a zřídila denní péči a veřejné kuchyně, aby nasytila hladové, či obecně poskytla azyl. V červenci 1942 Němci shromáždili židovské obyvatelstvo. Asi 100 nemocných a nezpůsobilých bylo posláno do Wadowic a odtud k zavraždění do ghetta v Belzecu . Dalších 40 bylo posláno do Osvětimi, kde byla většina okamžitě zavražděna nebo později zahynula hladem, bitím či nemocí. Více než 100 bylo posláno do pracovních táborů a dalších 60 do wadowického ghetta.
Později byli někteří Židé, kteří byli posláni do wadowického ghetta, posláni zpět do Andrychowa, protože byla potřeba pracovní síla. V červenci 1943 byli muži z této skupiny posláni do jiných pracovních táborů a v listopadu ženy do Osvětimi.
Němci ustoupili na západ 26. ledna 1945 a následující den byl Andrychów osvobozen Rudou armádou. V Polské lidové republice byl Andrychów důležitým centrem textilního průmyslu s velkou bavlnářskou továrnou (Zakłady Przemysłu Bawełnianego). Další významnou továrnou byly Andrychowské strojírny (Andrychowska Fabryka Maszyn), které vycházely z německé továrny Areo-Stall Werke z dob 2. světové války.
Andrychów je také základnou pro turisty mířící do pohoří Malé Beskydy, rozvíjí se ale také jako centrum průmyslu a kultury.

## Doprava
Andrychów leží na silnici I/52, která vychází v Bílsko-Bělé a pokračuje dále na východ až k obci Krzywaczka. Tato silnice se v centru města kříží se silnicí II. třídy č. 781, spojující města Zator a Żywiec. Právě díky této silnici je umožněno propojení s Malými Beskydy - prochází přímo pod turisticky lákavým vrchem Błasiakówka.
Andrychów má též železniční stanici na železniční trati 117 ( Bielsko-Biała Główna – Kalwaria Zebrzydowska Lanckorona). Veřejnou dopravu zajišťují autobusy tranzitního úřadu (Międzygminny Zakład Komunikacyjny) Andrychów– Kety – Porąbka , který má 18 linek, z toho 6 v samotném Andrychówě. Od začátku roku 2018 funguje v obci Andrychów vnitřní MHD řízená ZGK Andrychów, která se skládá z 9 linek.
| Linka | Trasa                                                                                       |
| ----- | ------------------------------------------------------------------------------------------- |
| 1     | Andrychów Dworzec Autobusowy - Sídliště Andrychów Osiedle - Andrychów Dworzec Autobusowy    |
| 2     | Andrychów Dworzec Autobusowy - Roczyny Pod Górami - Andrychów Dworzec Autobusowy            |
| 3     | Andrychów Dworzec Autobusowy – Brzezinka Dolna – Andrychów Dworzec Autobusowy               |
| 4     | Andrychów Dworzec Autobusowy – Targanice Nowa Wieś Pętla – Andrychów Dworzec Autobusowy     |
| 5     | Andrychów Dworzec Autobusowy – Sułkowice Środkowe Nawieśnica – Andrychów Dworzec Autobusowy |
| 6     | Andrychów Dworzec Autobusowy – Smyčka Sulkowice – Andrychów Dworzec Autobusowy              |
| 7     | Andrychów Dworzec Autobusowy – Rzyki Jagódki Kuźnia – Andrychów Dworzec Autobusowy          |
| 8     | Andrychów Dworzec Autobusowy – Zagórnik Skornica – Andrychów Dworzec Autobusowy             |
| 9     | Andrychów ul.1 Maja – Inwałd os. Korcza – Andrychów ul. 1 Maja                              |

Meziobecní dopravu zajišťují mnozí dopravci, kupř. Janiso, či MK Trans.

## Ekonomika
Andrychów má dlouhou průmyslovou tradici. Tradičním odvětvím hospodářství bylo tkalcovství založené na místně pěstovaném lnu a později na dovážené bavlně . V 18. a 19. století se výrobou plátna a obchodem zabývaly rolnické koleje. Andrychów byl poprvé zmíněn jako tkalcovské centrum v roce 1674, kdy se v obci vyráběly též vrtáky. V roce 1908 byla založena První haličská mechanická tkalcovna bratří Czeczowiczků, která byla v roce 1938 za druhé polské republiky přeměněna na přádelnu a tkalcovnu. Později byla znárodněna, přijala název "Zakłady Przemysłu Bawełnianego", a byla rozšířena a modernizována v letech 1952–1958.
V současné době je Andrychów jedním z nejvýznamnějších průmyslových center v Malopolském vojvodství. Rozvíjí se zde strojírenský, textilní a bavlnářský průmysl. V roce 2009 získala antibakteriální látka vyrobená v místním podniku Zakład Przemysłu Bawełnianego Andropol SA zlatou medaili na prestižní mezinárodní výstavě vynálezů v Ženevě. Látka určená pro lékaře a zdravotnický personál má chránit před přenosem bakterií. 
Dalším důležitým odvětvím hospodářství Andrychova je cestovní ruch. V meziválečném období 20. století proběhly první velké investice směřující k vytvoření letoviska. Díky své poloze je Andrychów jedním z nejvýznamnějších turistických center v regionu Malých Beskyd.

## Osobnosti
- Arthur Felix (1887–1956), bakteriolog

## Partnerská města[6]
- Břeclav, Česko
- Choni, Gruzie
- Isny im Allgäu, Bádensko-Württembersko, Německo
- Izjum, Ukrajina
- Landgraaf, Nizozemí
- Priverno, Itálie
- Storožynec, Ukrajina
- Tukums, Lotyšsko

## Galerie

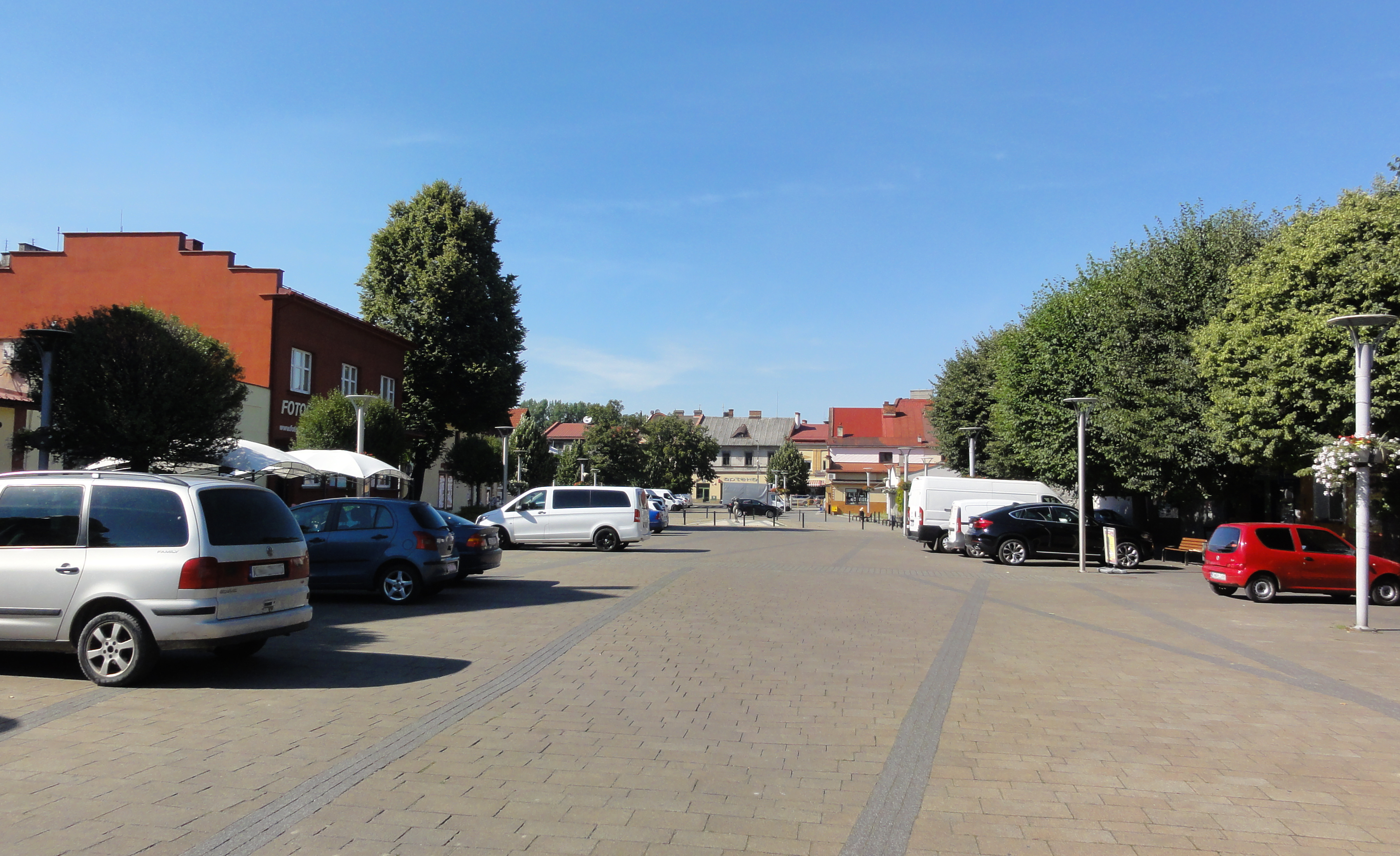
Náměstí
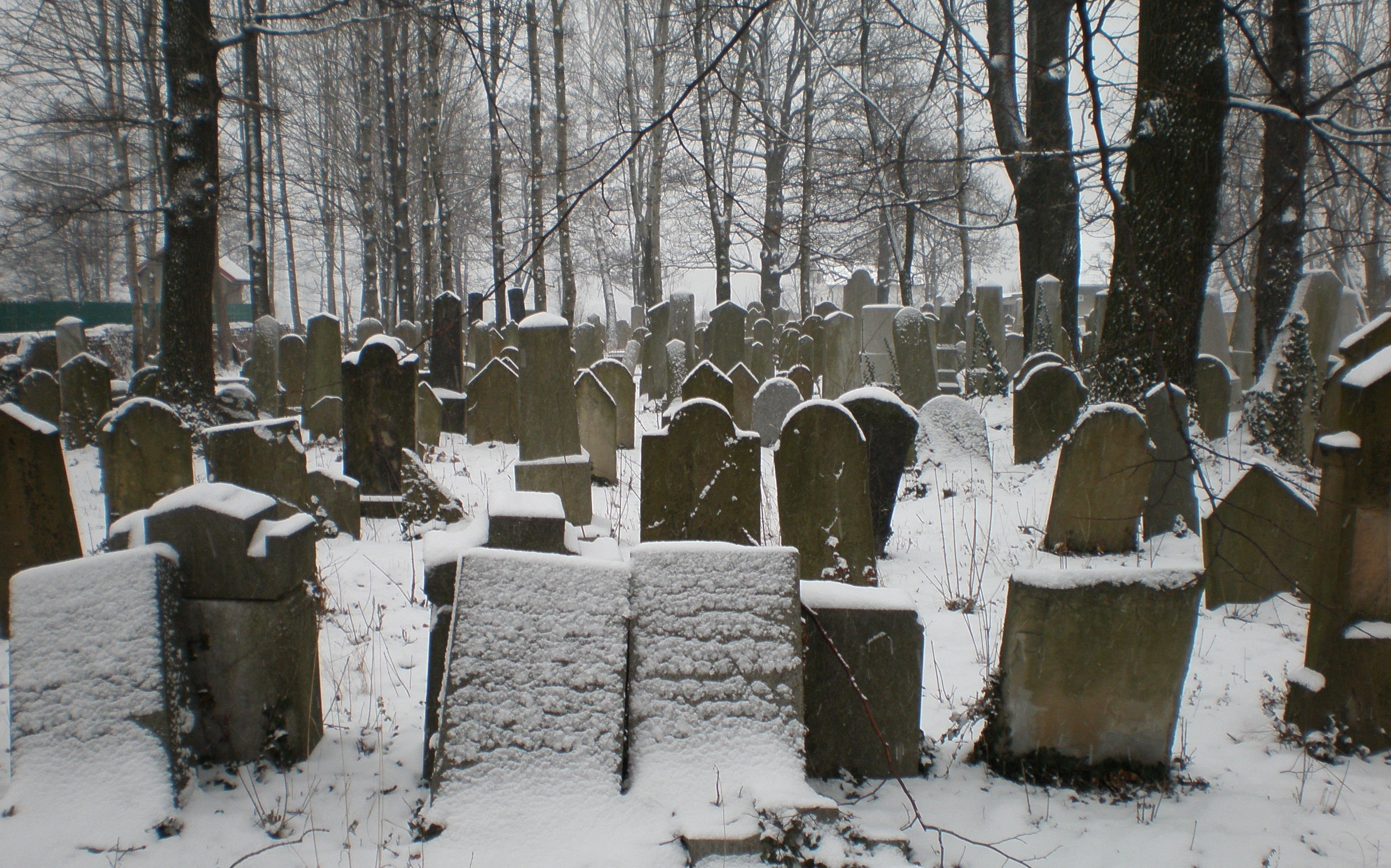
Židovský hřbitov
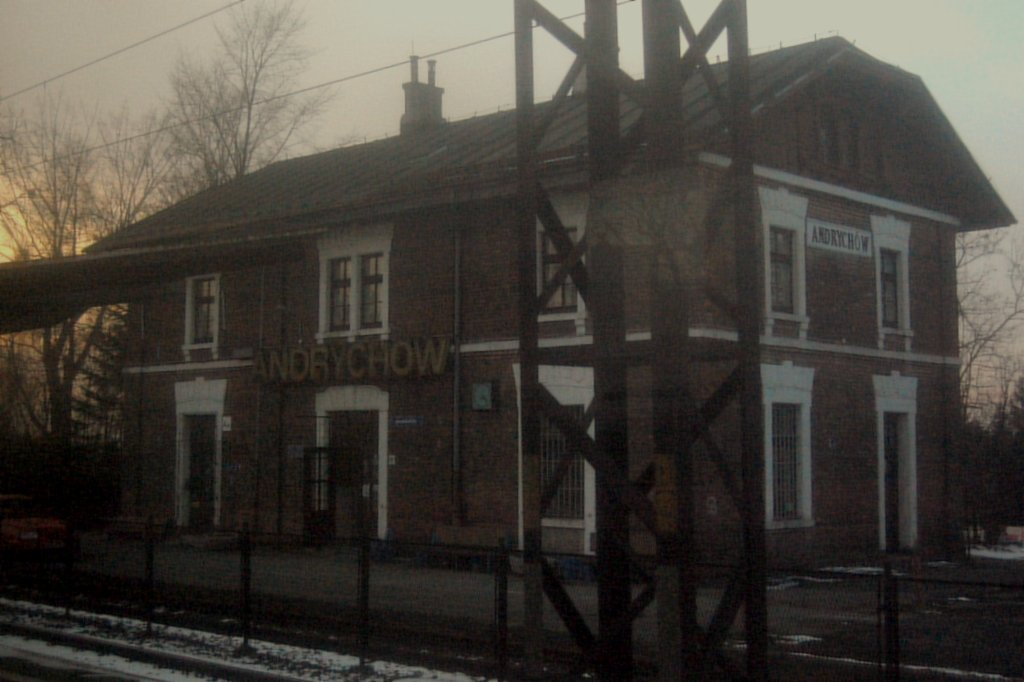
Nádražní budova
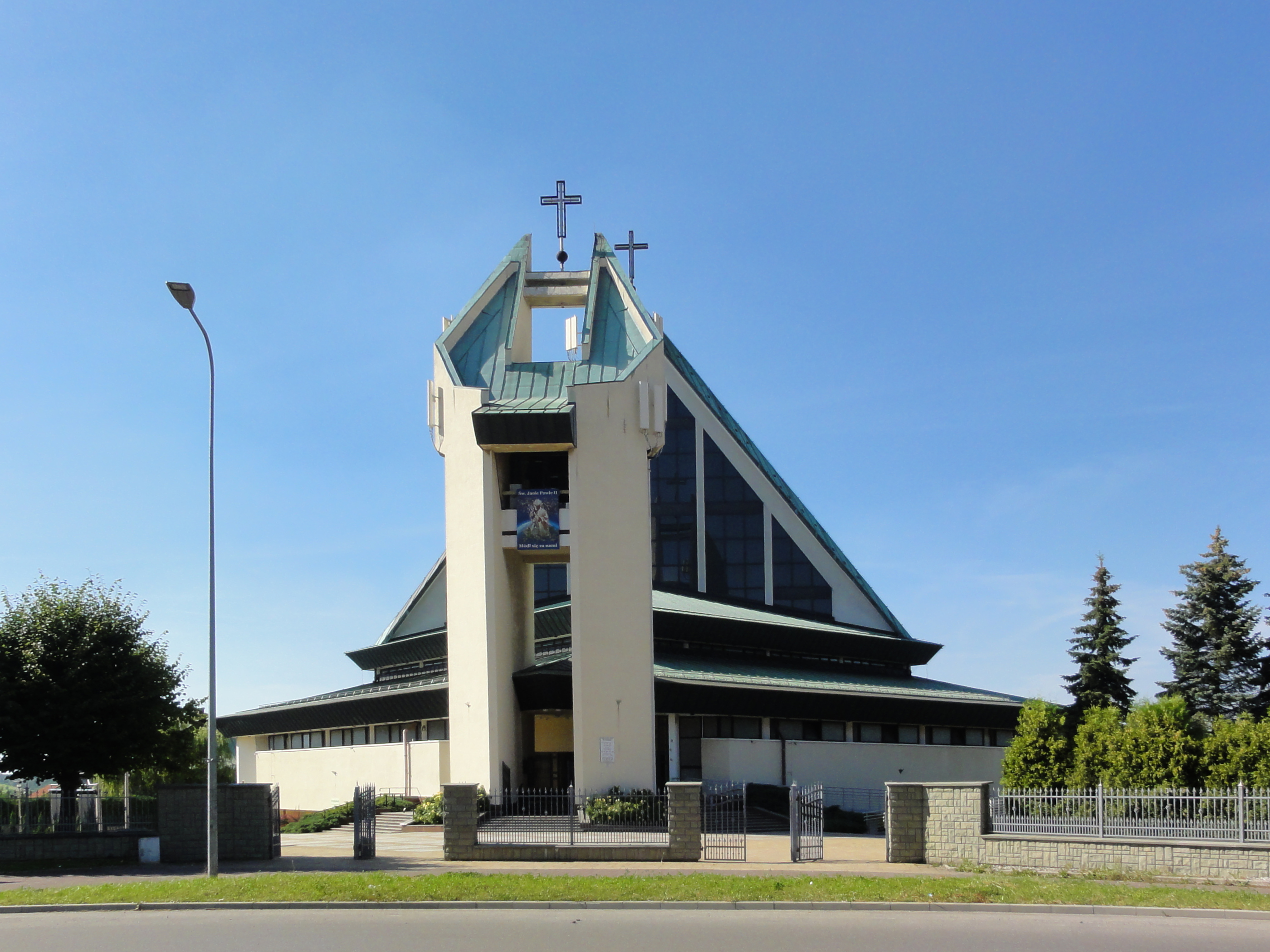
Kostel sv. Stanislava
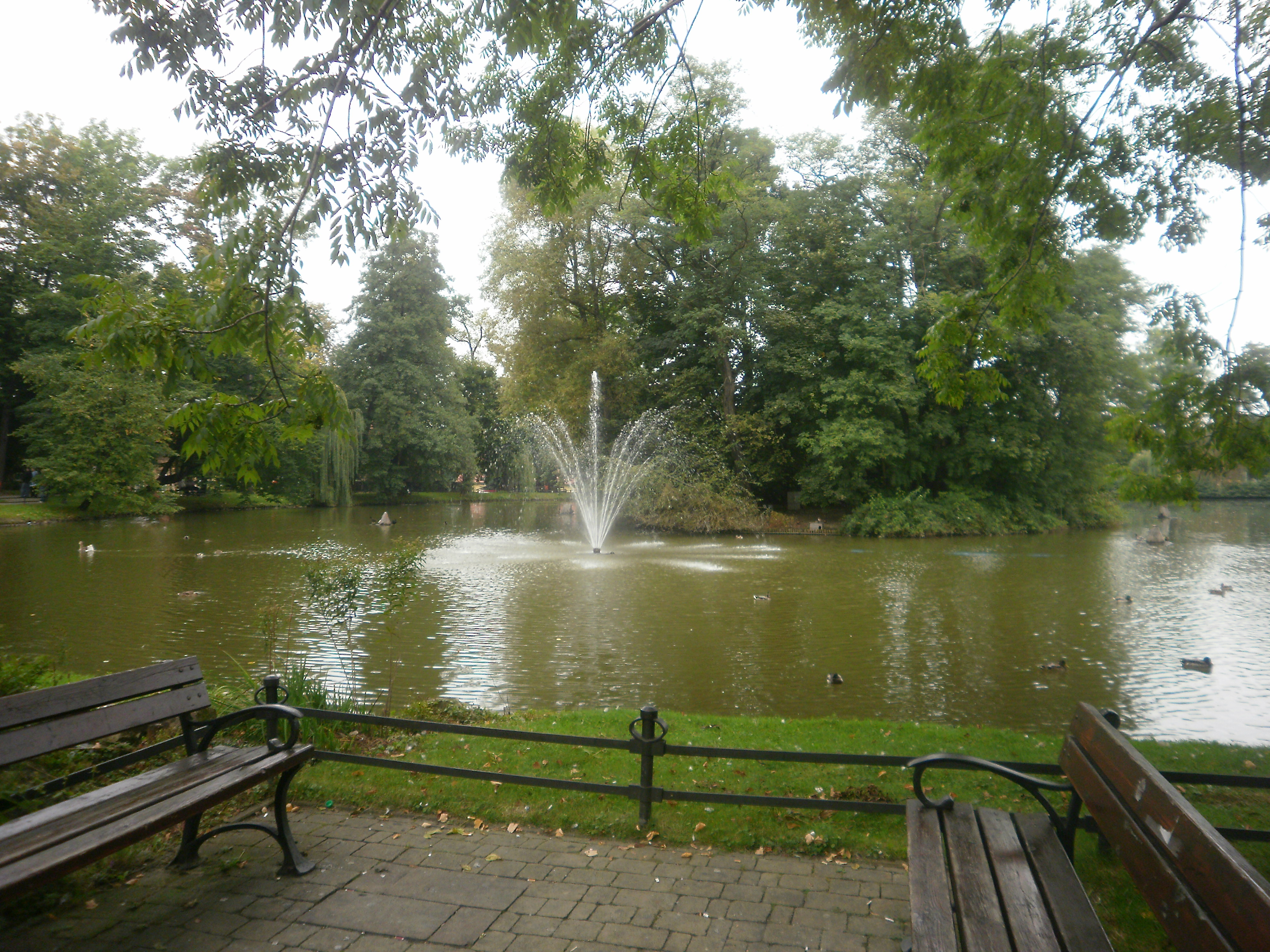
Městský park